# Kuća Romula i Rema
Kuća Romula i Rema se nalazi u Pompejima, u blizini Apolonovog hrama i Foruma. Dobila je ime po fresci s vučicom koja doji Romula i Rema, mitske utemeljitelje Rima. Freska je uništena u bombardiranju 1943.
Kuća je trenutačno (srpanj 2023.) zatvorena za turiste.

## Povijest
Kuća je izgrađena u 2. stoljeću prije Krista, a nakon osvajanja Sule 80. pr. Kr.. Bila je spojena sa susjednom kućom Trittolemo.

## Iskopavanja i restauracija
Kuća je iskapana u periodu 1859. - 1864. Tada su pronađena tijela pet žrtava, od kojih je jedna nosila torbu sa zlatnicima, srebrnjacima i brončanicima, te dva prstena, sa inicijalima FA.H. Ovaj je nalaz potaknio hipotezu da je kuća pripadala rodu Fabia, bogatoj i važnoj pompejanskoj obitelji koja je pripadala svećeničkom kolegiju Luperci, odgovornom za slavljenje nastanka Rima. Prekrasne freske kuće restaurirane su 2014. godine, a u vrtu je predstavljen egzotičan krajolik, bogat životinjama kao što su slonovi, bivoli, zmije, gazele i mačke.

## Vanjske poveznice
|  | Zajednički poslužitelj ima još gradiva o temi Kuća Romula i Rema |